# Féreg (Transformers)
Féreg egy kitalált álca szereplő a Transformers képregényben. Rendeltetése üzemanyag-felderítő, majd később álcaparancsnok a Földön. Első megjelenése a G1 képregény 10. számában volt. Sokkoló álcaparancsnokot jött leváltani. Skorponok álcaparancsnok végzett vele az Üstökös elleni harc során. Jelmondata: „A lakoma az országúton hever”.

## Jellemzése
Féregnek nincsenek barátai, csak üzletfelei. Egyetlen lényhez hű: önmagához. Ezt a többi álca is jól tudja, mégis eltűrik különcségeit, mivel senki sem képes nála hatékonyabban felkutatni az üzemanyagforrásokat. Féreg legszívesebben vadonatúj autók tankjába vájja fémagyarait; minél újabb az autó, annál jobban ízlik neki a benzin. Ez a módszer persze a gépkocsi halálát jelenti. Bár álcatársai időpocsékolásnak tekintik módszerét, mégis segítenek neki új autók beszerzésében. Persze attól is tartanak, ha Féregnek nem csillapul az étvágya, rajtuk fogja köszörülni benzinre éhes agyarait.

## Képességei
Denevér üzemmódban Féreg szárnyai vegyi szenzorként képesek kiválasztani a megfelelő üzemanyagot - a legkisebb molekuláris koncentráció sem kerüli el a figyelmét. Visszahúzható agyarai a legerősebb fémet is átszakítják; mikrokémiai processzorral rendelkezik, mely a legtöbb földi üzemanyagot a saját céljaira tudja alakítani. A valóságos denevér méretén kívül tízszeresére is megnőhet, s mindkét méretben 100 km/h sebességet ér el mintegy 300 km-es körzetben. Manőverező képessége bámulatos. Másik alakja egy magnókazetta.

## Gyenge pontja
Féreg legsebezhetőbb része a szárnya, mely tüzérségi támadással szemben szinte teljesen védtelen.

## G1 rajzfilm
Első megjelenése: Japánban a Scramble city nevű 15 perces exkluzív epizódban, Amerikában a Transformers: The Movie-ban. A képregénnyel ellentétben itt nem tud beszélni, akárcsak Romboló, Lézercsőr és Körfűrész.